# Appio Claudio Crasso Inregillense
Appio Claudio Crasso Inregillense (in latino Appius Claudius Crassus Inregillensis; ... – 349 a.C.) è stato un politico e militare romano del IV sec. a.C.

## Biografia
Appio Claudio apparteneva al ramo Crasso della nobile gens Claudia, un'antica gens patrizia dell'antica Roma. Era il nipote di Appio Claudio Crasso Inregillense Sabino, decemviro nel 451 a.C. Probabilmente fu un oppositore delle Leges Liciniae Sextiae e quindi dell'ammissione dei plebei al consolato.
Nel 362 a.C., alla morte del console Lucio Genucio Aventinense, caduto in un'imboscata, fu nominato dittatore dal console Quinto Servilio Ahala per condurre la guerra contro gli Ernici che sconfisse, ottenendo anche un'ovazione. Venne nominato console nel 349 a.C., ma morì all'inizio del suo mandato.